# Thrinaxoria
Thrinaxoria är ett släkte av mångfotingar. Thrinaxoria ingår i familjen Xystodesmidae.
Kladogram enligt Catalogue of Life:
| Thrinaxoria | \| \| Thrinaxoria bifida \| \| \| \| \| \| Thrinaxoria lampra \| \| \| \| |
|             | \| \| Thrinaxoria bifida \| \| \| \| \| \| Thrinaxoria lampra \| \| \| \| |
|             | Thrinaxoria bifida                                                        |
|             |                                                                           |
|             | Thrinaxoria lampra                                                        |
|             |                                                                           |